# Uwajima
Uwajima (宇和島市 -shi) é uma cidade japonesa localizada na província de Ehime.
Em 2005 a cidade tinha uma população estimada em 91 144 habitantes e uma densidade populacional de 194,14 h/km². Tem uma área total de 469,47 km².

## História
Em 1595 Uwajima era conhecida por aldeia de Itajima. Takatora Tohdo ao tornar-se senhor da região de Uwa, ordenou a restauração do Castelo Marugushi.
Depois de Hidemune Date o filho mais velho de Masamune Date, um senhor proeminente na Japão setentrional, tomou o poder sobre Uwa em 1614. O clã promoveu o Castelo de Uwajima por diversos meios, de forma a tornar-se um centro industrial, educação e cultura.
Em 1817 Uwa tornou-se na província de Uwajima. No ano seguinte, mudou o nome para Província de Kamiyama. Em 1873, a província de Kamiyama combinou-se com a província de Ishizuchi. Depois de a província de Ehime ter sido fundada, a capital provincial passou a ser Matsuyama, na zona mais setentrional de Ehime.
Em 1917, a aldeia de Maruho foi fundida com Uwajima, e a aldeia de Yahata foi anexada em 1921 - tornando-se uma cidade unificada. Além do mais, sofreu uma extensão ao combinar a aldeia de Kushima em 1934 e ao renovar-se a área relativa à baía para aí criar um parque industrial.
Em 1945 o centro da cidade foi intensivamente destruído em consequência de bombardeamentos. Contudo, a reconstrução pós-guerra foi notável. Em 1955, as aldeias de Miura e Takamitsu foram unidas à cidade e, em 1974, a aldeia de Uwaumi seguiu o mesmo destino, unindo-se a Uwajima.

## Cultura
Uwajima é também conhecida por ter um insólito santuário da fertilidade, denominado Taga-jinja, onde é exibido um falo, esculpido em madeira, de forma realista e que mede cerca de um metro e meio. Perto do santuário existe um museu do sexo, repleto de artefactos e pinturas, vindas de todo o mundo, relacionadas com o tema.
A cidade é conhecida pelas suas lutas de touros que diferem bastante das touradas típicas das culturas ibéricas. Constam de dois touros colocados numa arena demarcada que lutam até que os joelhos de um dos touros toquem no chão ou que um deles fuja para forma do ringue, perdendo a partida. Excepto em  momentos especiais, as lutas são travadas a 2 de Janeiro, no segundo domingo de Abril, a 24 de Julho e a 14 de Agosto.

## Demografia
Em 2005, a cidade tinha uma população estimada em 70 000 habitantes. Tem uma área total de 143,30 km².